# Japan Soccer League
La Japan Soccer League (日本サッカーリーグ?, Nihon Sakkā Rīgu), abbreviata anche come JSL, è stata il massimo livello del campionato giapponese di calcio dal 1965 al 1992.

## Formato

### Formula
Il torneo ha subìto numerosi cambi di regolamento nel corso degli anni mantenendo tuttavia la formula del girone all'italiana andata e ritorno: inizialmente disputato a girone unico, nell'edizione 1972 fu diviso in due raggruppamenti denominati Division 1 e Division 2 con quest'ultimo che, tra il 1985 e il 1988, fu ripartito in due ulteriori gironi in base alla provenienza geografica delle squadre (est e ovest). In occasione di questi cambi di formato, fu aumentato il numero di squadre partecipanti fino ad arrivare a 28 nel 1985.
- 1965-1971: 8 squadre
- 1972: 18 squadre (8 in Division 1, 10 in Division 2)
- 1973-1984: 20 squadre (10 in Division 1, 10 in Division 2)
- 1985-1992: 28 squadre (12 in Division 1, 16 in Division 2)

La squadra che avesse concluso il torneo al primo posto della prima divisione sarebbe stata proclamata campione del Giappone e, a partire dal 1986, avrebbe ottenuto l'accesso al Campionato d'Asia per club; tra il 1965 e il 1971 si sarebbe inoltre qualificata, assieme alle tre squadre piazzatesi nelle posizioni immediatamente successive, alla Coppa dell'Imperatore.
Al termine della stagione, le squadre classificatesi negli ultimi due posti della prima divisione avrebbero dovuto disputare dei play-off promozione/salvezza: fino al 1971 le squadre avrebbero incontrato le prime due della All Japan Senior Football Championship, in seguito tale regola fu applicata per la seconda divisione, mentre le prime due del secondo raggruppamento avrebbero affrontato una sfida incrociata con le ultime due classificate della prima divisione. A partire dal 1980 furono introdotte le promozioni e le retrocessioni automatiche (limitatamente alle ultime dei due gironi e alla prima della seconda divisione) mentre, nel 1984, furono aboliti definitivamente i playoff interdivisionali. Tra il 1985 e il 1989, la seconda divisione fu disputata in due fasi, con la seconda in cui le squadre, in base alla posizione di classifica, avrebbero disputato dei gironi di playoff che avrebbero decretato le promozioni e le retrocessioni.
Anche il sistema di assegnazione dei punti fu più volte modificato: tra il 1965 e il 1988 si assegnavano due punti alla vincitrice, uno ciascuna a pareggio e zero alla perdente, salvo una parentesi tra il 1977 e il 1979. In occasione di queste tre edizioni si sarebbero assegnati quattro punti alla vincitrice e zero alla perdente: in caso di parità si sarebbe passati ai tiri di rigore con la vincitrice che avrebbe ottenuto due punti e la perdente uno. L'ultima modifica del sistema di assegnazione dei punti avvenne nel 1988, con l'aumento a tre punti per la squadra vincitrice: tale regola, inizialmente applicata solo alla prima divisione, fu estesa alla seconda nell'edizione 1989-90.

### Riconoscimenti
Oltre al titolo di campione del Giappone per la squadra che ha ottenuto il maggior numero di punti in prima divisione, il torneo prevedeva una serie di riconoscimenti per quei giocatori distintisi nel corso della competizione. Oltre al titolo di capocannoniere, denominato anche Golden Ball Award (il cui maggior numero di riconoscimenti va a Kunishige Kamamoto, che ne detiene sei), a partire dal 1966 sono stati istituiti dei premi per il miglior esordiente, per il giocatore che ha fornito più assist (Silver Ball Award) e per il miglior undici del campionato. A partire dalla seconda metà degli anni ottanta, in concomitanza con l'avvento del professionismo nel calcio giapponese, sono stati introdotti ulteriori riconoscimenti tra cui quello del miglior giocatore della competizione (già istituito nel 1966 e soppresso nel 1973), del miglior portiere, e del miglior allenatore.

## Storia

### Le origini e le prime edizioni (1965-1971)
Le origini del torneo risalgono ai mesi successivi alla chiusura delle Olimpiadi di Tokyo: i buoni risultati ottenuti dalla rappresentativa calcistica (eliminazione ai quarti di finale del relativo torneo con vittoria sull'Argentina all'esordio) fecero guadagnare popolarità a tale sport, finora praticato solamente in contesti riservati ai circoli di università o grandi aziende. Di lì si iniziò ad ipotizzare un riassetto del sistema calcistico giapponese che prevedeva l'istituzione di una competizione calcistica nazionale sul modello di quelle già esistenti in Europa e America meridionale, che godesse di maggior credito della Coppa dell'Imperatore, disputata dal 1921 con la formula ad eliminazione diretta.
Principale sostenitore di questa idea fu il capo della commissione tecnica nazionale Dettmar Cramer, che in occasione di un meeting tenutosi a Hyogo il 16 gennaio 1965, riuscì a raccogliere un numero di consensi sufficiente a procedere all'istituzione e all'organizzazione della prima edizione del campionato di calcio giapponese, denominata Japan Soccer League. Subìta la defezione da parte dei club universitari, che rinunciarono volutamente alla partecipazione al torneo, si decise di includere gli otto migliori club del torneo riservato ai circoli sportivi aziendali, che si sarebbero affrontate in un girone all'italiana con formula andata e ritorno e con playoff promozione/salvezza per l'ultima classificata. La prima edizione del torneo, iniziata il 6 giugno 1965, vide come protagoniste lo Yawata Steel (club affiliato all'impianto siderurgico Yawata Iron & Steel di Kitakyūshū) e il Toyo Kogyo (squadra che includeva dipendenti dello stabilimento Mazda di Hiroshima) con quest'ultima squadra che, dopo aver inseguito gli avversari per gran parte del torneo, li sorpassò solo grazie alla vittoria nello scontro diretto.
La prima edizione del torneo fu il preludio ad un periodo di dominio del Toyo Kogyo che, grazie alle innovazioni tattiche approntate dal tecnico Yukio Shimomura, vinse piuttosto agevolmente tutte le stagioni successive fino al 1970, salvo una parentesi nel 1969 quando salì in cattedra il Mitsubishi Heavy Industries, club affiliato alla divisione motori dell'omonimo keiretsu. Durante questo periodo furono apportati i primi timidi cambiamenti del torneo in termini di regolamento, il più importante dei quali riguardava la possibilità di tesserare dipendenti che provenivano da filiali estere. A sfruttare maggiormente questa modifica regolamentare fu lo Yanmar Diesel che, dando spazio in rosa a dipendenti provenienti dalla filiale Yanmar brasiliana (come Dorival Carlos Esteves, George Kobayashi e Nelson Yoshimura) ed affidando l'attacco al già affermato Kunishige Kamamoto, non ebbe particolari difficoltà a mettere le mani sul titolo della stagione 1971.

### Cambi di regolamento (1971-1985)
Il primo importante cambiamento dal punto di vista regolamentare si ebbe in occasione della stagione 1972 quando si decise di scindere il lotto delle partecipanti (allargato a 18 con l'inclusione delle dieci migliori squadre provenienti dai campionati regionali) in due divisioni: a partire dall'edizione 1973 le ultime due del primo raggruppamento avrebbero inoltre affrontato un playoff promozione/salvezza con sfide incrociate tra la prima e la seconda del secondo girone. I primi campionati a doppio girone proposero al vertice il dualismo tra Yanmar Diesel e Mitsubishi Heavy Industries, protagoniste di una lotta serrata per il titolo che toccò l'apice nelle edizioni 1974 e 1975, quando lo Yanmar Diesel riuscì a prevalere sui rivali solamente grazie alle vittorie negli scontri diretti. In quello stesso periodo giunsero anche i primi titoli per l'Hitachi e il Furukawa Electric, dominatori delle edizioni 1972 e 1976.

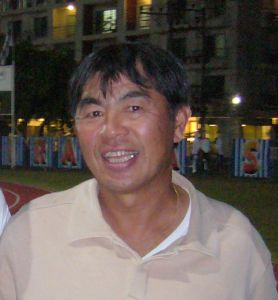
Witthaya Hloagune fu il primo calciatore thailandese a giocare in Japan Soccer League, vestendo la maglia dello Yanmar Diesel nelle stagioni 1977 e 1978.

Frattanto, nelle retrovie si potevano registrare le innovazioni a livello organizzativo portate dallo Yomiuri e dal Fujita Kogyo, che puntarono su calciatori stranieri (provenienti perlopiù dal Brasile) scoperti da personale inviato all'estero allo scopo. L'innesto di tali giocatori si rivelò determinante per il rendimento del Fujita Kogyo che, nel 1977 e nel 1979, vinse due titoli nazionali sfruttando, tra le altre cose, la novità regolamentare che aboliva il pareggio e assegnava quattro punti alla vincitrice di un confronto entro i tempi regolamentari. Nel mezzo (1978) si poté assistere al ritorno in forze del Mitsubishi Heavy Industries che, dopo aver sorpassato il Fujita Kogyo nel girone di ritorno, divenne la prima squadra in Giappone a vincere l'accoppiata campionato-coppa di Lega-coppa nazionale.
Benché oggetto di cambiamenti regolamentari la Japan Soccer League continuò, per tutti gli anni settanta, a riscuotere poco seguito di pubblico subendo anzi un importante calo di affluenze negli stadi, passando da una media di 7491 spettatori del 1968 ai 1773 del 1977. Un'inversione di tendenza si ebbe tuttavia nei primi anni del decennio successivo: mentre Yanmar Diesel (1980), Fujita Kogyo (1981) e Mitsubishi Heavy Industries (1982) vinsero i campionati successivi al ripristino del vecchio sistema di assegnazione dei punti e all'abolizione parziale dei playoff, furono adottate delle misure a livello di gestione dei club che favorirono l'ascesa di quelle squadre che già negli anni precedenti avevano proposto un modello calcistico più simile a quello professionistico. Il biennio successivo all'introduzione di tale regola (1983-1984) vide infatti in auge lo Yomiuri che, reclutando giocatori cresciuti in settori giovanili o stipendiati con un contratto simile a quello professionistico, si aggiudicò i primi due campionati a scapito del Nissan Motors, sconfitto in degli scontri diretti molto seguiti dal pubblico.
In occasione della stagione 1985-86 la Japan Soccer League subì l'ultimo grande cambiamento a livello regolamentare con la modifica del periodo di svolgimento della competizione e la scissione dei club iscritti alla seconda divisione in dei gironi geografici a cui avrebbero seguito dei playoff per la promozione o per la retrocessione; la vincitrice del torneo (che in quell'occasione fu il Furukawa Electric) avrebbe inoltre avuto la possibilità di iscriversi al Campionato d'Asia per club.

### Verso il professionismo (1986-1992)

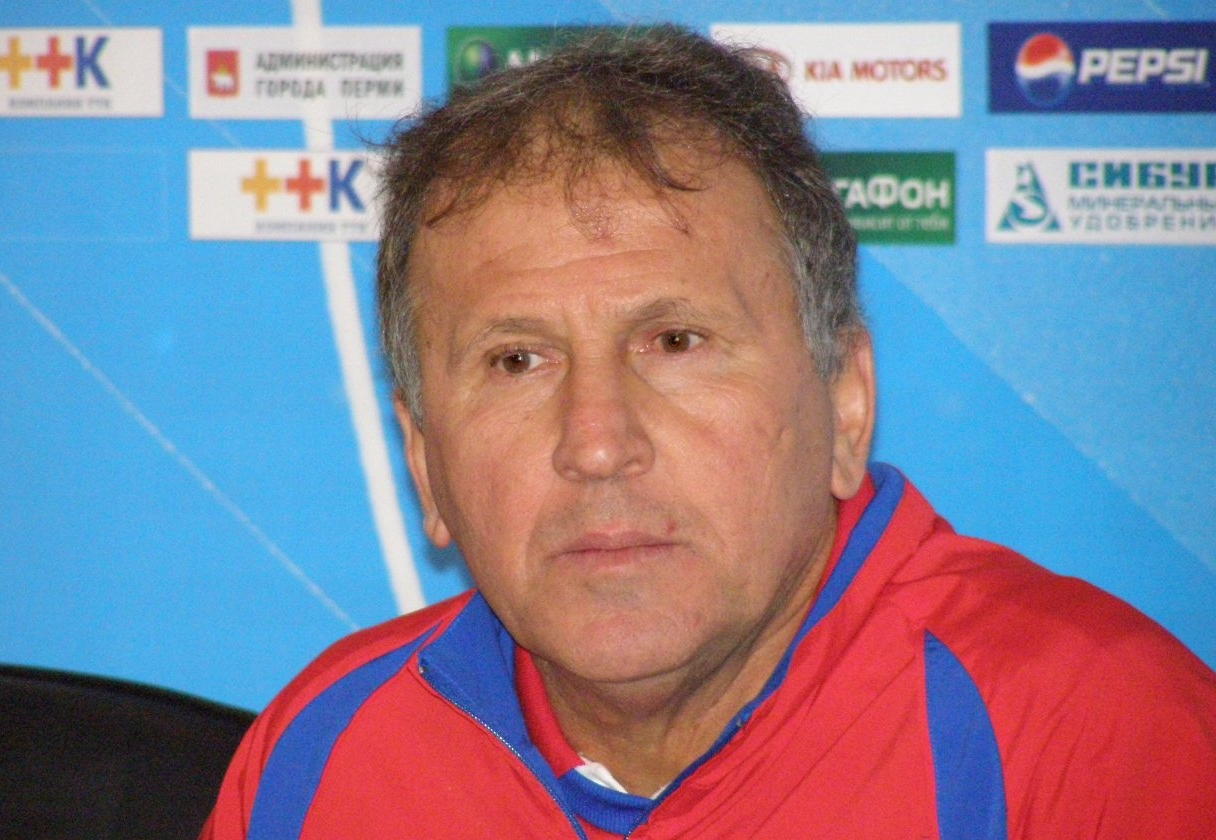
Zico disputò l'ultima stagione della Japan Soccer League con la maglia del Sumitomo Metals, vincendo la classifica cannonieri della seconda divisione.

La consuetudine da parte delle squadre di stipendiare dei giocatori con dei contratti simili a quelli professionistici, cresciuta notevolmente negli ultimi anni e favorita da alcune normative federali poco chiare, causò delle notevoli disparità di trattamento tra coloro che invece godevano di un semplice contratto da impiegato, che causarono una situazione generale di malcontento sfociata in uno sciopero messo in atto dai giocatori della All Nippon Airways all'ultima giornata della stagione 1985-86. In seguito a questi avvenimenti la JFA decise, a partire dalla stagione 1986-87 (vinta dallo Yomiuri che prevalse su un nutrito gruppo di squadre, tra cui il Nippon Kokan regolato da una miglior differenza reti), di iniziare a erogare delle speciali licenze che avrebbero permesso il tesseramento di calciatori professionisti: tale provvedimento (che inizialmente riguardò i giocatori Yasuhiko Okudera e Kazushi Kimura) aprì la strada verso il professionismo nella Japan Soccer League, tant'è che nel corso della stagione 1987-88 il notevole aumento dei giocatori professionisti tesserati (57) spinse la federazione a prendere in considerazione la possibilità di istituire un torneo nazionale con squadre interamente professionistiche.
Dopo una stagione che vide affermarsi un imbattuto Yamaha Motors, le ultime quattro edizioni del campionato (che videro l'assegnazione di tre punti per vittoria a partire dalla stagione 1988-89 e lo svolgimento della seconda divisione a girone unico dal 1989-90) riproposero il dualismo tra Nissan Motors (dominatore dell'edizione 1988-89) e Yomiuri: questi ultimi, dopo aver perso il titolo 1989-90 a causa di alcuni risultati sfavorevoli negli scontri diretti coi rivali del Nissan Motors, vinsero agevolmente le ultime due edizioni del campionato. Frattanto, nel novembre 1991, era stata fondata la Japan Professional Football League, in cui furono incluse nove delle ventotto squadre iscritte alla Japan Soccer League, la cui ultima edizione fu pertanto disputata nella stagione 1991-92.

## Squadre partecipanti
Sono 22 le squadre ad aver preso parte alle 27 edizioni della prima divisione della Japan Soccer League, con il Furukawa Electric che vi ha militato ininterrottamente dalla stagione di apertura a quella di chiusura del torneo. Il Kofu Club ha invece partecipato a tutte le 19 edizioni della seconda divisione del campionato, cui vi hanno preso parte un totale di 34 squadre.

## Albo d'oro
Con cinque titoli a testa, Yomiuri e Toyo Kogyo sono le squadre ad aver vinto il maggior numero di edizioni della prima divisione, con quest'ultima che detiene il maggior numero di vittorie consecutive (quattro, tra il 1965 e il 1968). Assieme a Sumitomo Metals, Toshiba, Honda Motor e Nippon Kokan, lo Yomiuri è inoltre il club ad aver ottenuto il maggior numero di primi posti finali in seconda divisione.

## Record

### Calciatori
Con 202 reti segnate Kunishige Kamamoto si pone in cima alla lista dei migliori capocannonieri del torneo; lo stesso giocatore detiene inoltre il maggior numero di assist forniti (79). Con 272 gettoni, Yoshikazu Nagai risulta il calciatore con il maggior numero di presenze nelle gare del torneo.

### Tornei organizzati dalla Japan Soccer League
- Japan Soccer League Cup
- Konica Cup

### Competizioni correlate
- Coppa dell'Imperatore
- All Japan Senior Football Championship
- Campionati regionali giapponesi di calcio